# Vijayalakshmi Navaneethakrishnan
Vijayalakshmi Navaneethakrishnan (27 de enero de 1946), es una popular cantante y compositora india, natural de Tamil y una de las más reconocidas del arte popular de la música folclórica Tamil. Junto a su esposo M. Navaneethakrishnan, ha llevado a cabo varios años de investigación en el estudio sobre la música y las danzas típicas de tamiles y se dedicó toda su vida a la investigación, recopilación, recuperación y documentación de antiguas canciones y danzas populares de esta región, muchos de los cuales se han ido convirtiendo rápidamente en éxitos.
Después de retirarse como profesores en el Departamento de Artes Populares y Cultura de la Universidad Madurai Kamaraj, la pareja continúo sus estudios sobre el arte y la cultura popular. Junto con su troupe, llevaron a cabo actuaciones que han sido buscados por los conocedores y amantes de la música folk Tamil en todo el mundo . La pareja ha sacado varios álbumes de la auténtica música tradicional Tamil. Después de haber grabado más de 10.000 cintas de audio, la pareja está actualmente trabaja para la clasificación de esta extensa colección para generar una gramática de la música tradicional. También planean para compilar una enciclopedia sobre el arte popular Tamil.
Dr. Vijayalakshmi Navaneethakrishnan ha publicado 23 artículos sobre el arte popular. Ella ha dado treinta conferencias por medio de una radioemisora sobre el arte popular y musicak. Dr. Vijayalakshmi Navaneethakrishnan y el Dr. Navaneethakrishnan, son coautores de 11 libros sobre diferentes temas relacionados con el campo musical autóctona.